# Numerische Steuerung
Als Numerische Steuerung (NC) (englisch Numerical Control) bezeichnet man ein Gerät zur Steuerung von Maschinen, das Steuerbefehle liest, die als Code auf einem Datenträger vorliegen, und in Arbeits- bzw. Bewegungsabläufe umsetzt. Hier ist damit dezidiert die erste Generation numerischer Steuerungen gemeint, welche noch keinen integrierten Mini- oder Microcomputer enthielten. Siehe auch CNC und Handeingabesteuerung. Durch Austausch der Datenträger kann eine numerisch gesteuerte Maschine sehr schnell an ein anderes Produkt angepasst werden, deshalb wird sie hauptsächlich bei Werkzeugmaschinen eingesetzt. Reine NCs im obigen Sinne wurden von 1949 bis zum Aufkommen von Mini- und Microcomputern gebaut (bis ca. 1979). 
Als Pioniere gelten John T. Parsons und Frank L. Stulen, die das Konzept Ende der 1940er Jahre in der Flugzeugindustrie einführten. Die Entwicklung erfolgte in enger Zusammenarbeit mit dem Massachusetts Institute of Technology.

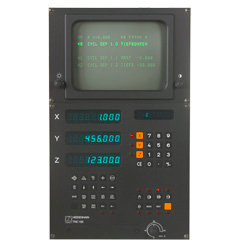
Kontrolleinheit einer numerischen Steuerung aus dem Jahr 1976

## Programmiersprache
NCs werden mit an den damaligen technischen Mitteln orientierten Lochstreifencodes programmiert.
Typische Programmzeile: 
N1020 G40 G01 G90 X20.000 Y30.000 F1000 S2000.
Interpretation:
Satznummer 1020: Fahre ohne Werkzeugradiuskorrektur mit Absolutmaßen (siehe G-Code) auf X20 Y30 mit einem Vorschub von 1000 mm/min und einer Spindeldrehzahl von 2000/min.

## Ausführbare Funktionen
Während erste NC-Programme nur binäre maschinenspezifische Befehle enthielten, die zu binären Anweisungen führten (z. B. „nimm Nadel x nicht, wenn Loch vorhanden“ oder „spiele bei Loch den zur Position des Lochs gehörigen Ton“), konnten später mithilfe von recht allgemein verbreiteten, aus Zahlen und Buchstaben bestehenden 8-bit-NC-Befehlssätzen bestimmte Operationen auch in der Maschine erledigt werden (Interpolation von Linien oder Kreisen, Umrechnung einer Distanz in Schrittmotortakte mit Hochlauf- und Bremsrampe, z. B. „fahre einen Halbkreis mit Radius r, Mittelpunkt xy und Geschwindigkeit v“).
Gegen Ende der NC-Ära war es möglich, bestimmte technologische Parameter oder Korrekturen auch an der Maschine vorzunehmen (post processing, z. B. Schnittspaltbreiten-Korrektur beim Laserschneiden, Verschachtelung von Schneidteilen).

## Adressbuchstaben
Gebräuchlich waren folgende, später in DIN-Normen festgeschriebene Adressbuchstaben:

X... Y... Z... (ABC, UVW), G, F, S, M.
- X, Y, Z = Zielposition
- G = Geometrie-Anweisung = Arbeitsanweisung wie Geraden-Interpolation, Radiuskorrektur usw.
- F = Feedrate = Achsvorschub
- S = Spindeldrehzahl
- M = Hilfs- und Zusatzfunktion für Programm- und Spindel-Kontrolle

## Programm-Erstellung und Speicherung
Die Arbeitsprogramme mit Steuerbefehlen wurden auf damals aktuelle Datenträger wie Lochstreifen, Lochkarten oder Magnetbändern extern erstellt und konnten an der Maschine nur unverändert ausgeführt werden.
Die Arbeitsanweisungen konnten an der Maschine selbst nicht mehr verändert werden. 
Da ein Arbeitsspeicher im heutigen Sinne nicht vorhanden war, musste der Datenträger für jede Ausführung erneut durchlaufen. Für Lochstreifen-gesteuerte Maschinen war am Programmende ein Rückspul-Befehl üblich.

## Geschichtliche Entwicklung der Numerischen Steuerung
| 1794–1800 | Die erste Metalldrehmaschine wurde gebaut. |
| 1808      | Joseph Marie Jacquard benutzte gelochte Blechkarten zur automatischen Steuerung von Webmaschinen.                                                                                |
| 1863      | Erfindung des Lochstreifens (Papier als Datenträger) von Henri Fourneaux. |
| 1946      | John W. Mauchly und John Presper Eckert lieferten den ersten elektronischen Digitalrechner an die US-Armee.                                                                      |
| 1949–1952 | Erste numerisch gesteuerte Maschine von John T. Parsons (USA) in Zusammenarbeit mit dem Massachusetts Institute of Technology für die U.S. Air Force entwickelt.                 |
| 1954      | Erste industriell hergestellte NC von der Bendix Corporation (USA), aufgebaut mit ca. 300 Röhren.                                                                                |
| 1959      | Einführung der NC in Europa (Messe Hannover) |
| 1960      | Erste NC mit Transistoren. |
| 1960      | Erste NC-Bahnsteuerung mit Geraden- und Kreis-Interpolation (von AEG) an einer Waldrich-Walzenkalibrier-Drehmaschine auf der Deutschen Werkzeugmaschinen-Ausstellung in Hannover |
| 1963      | Werkzeugmaschinen, die speziell für die Steuerung durch NCs entwickelt wurden, erscheinen am Markt.                                                                              |
| 1968      | Erste NC mit Integrierten Schaltkreisen. |
| 1972      | Erste CNC, Minicomputer mit speziellem Interface zur Steuerung der Achsen. |
| 1978      | Erste Mikroprozessor-CNC. |

Mit dem Erscheinen der Mikroprozessor-CNC geht die Ära der festverdrahteten NC zu Ende.

## Heutiger Stand
Heute ist eine Numerische Steuerung meist mit einem Computer ausgestattet. Damit sind Programm-Erstellung und -korrekturen direkt an der Steuerung möglich und der Bediener kann über Bildschirme umfassend informiert werden. Diese Steuerungsart CNC (Computerized Numerical Control) ist ein Spezialfall der NC-Steuerung. In den 1970er und 1980er Jahren diente die Bezeichnung CNC als Unterscheidung zu den älteren NCs. Da heute jedoch alle numerischen Steuerungen mit Computern ausgestattet sind, sind die Begriffe NC und CNC inzwischen synonym.